# Asiago (sir)
Asiago je italijanski sir, ki izvira iz pokrajin Vicenza in Trento ter dežele Trentino - Zgornje Poadižje. 

## Zgodovina
Med 10. in 15. stoletjem je bila ovčereja prevladujoča kmetijska dejavnost na obsežni planoti Asiago v južnem vznožju Alp, ki so jo okoli leta 1000 poselili in obdelovali nemško govoreči kmetje, izvirajoči z bavarsko-tirolskega območja. Planota je bila znana po svojih pašnikih – katere namen je bila proizvodnja slanih ovčjih sirov (prvotno imenovanih »pegorin«) in proizvodnja volne za predilnice v sosednjih dolinah (Valdagno, Schio, Piovene Rocchette). V 17. stoletju se je proizvodnja sira asiago razširila na okoliška območja, do 18. in 19. stoletja se je proizvajal asiago d'allevo, z dolgotrajnim zorjenjem. Ovce je okrog leta 1500 začelo nadomeščati domače govedo, kot posledica posodobitve tehnike reje živine (predvsem zaradi prehoda iz izkoriščanja pašnikov na pokošene travnike), šele v 19. stoletju pa je kravje mleko v sirarstvu območja nadomestilo ovčje. V tem obdobju so se izboljšale in posodobile tehnike izdelave sira, tradicionalne se ponekod še ohranjajo, predvsem na gorskih kmetijah. Sodobni postopki izdelave sirov t.i. alpskega tipa so se razširili tudi na majhne in srednje velike mlekarne, ki so se nahajale na območju Asiaga. Proizvodnja sira asiago je ostala prevladujoča na planoti Asiago do devetnajstega stoletja, kasneje so izdelavo prevzeli tudi v sosednjem nižinskem pasu in na kmetijah Trentina.
Med največjimi vzroki za širjenje sira asiago so bili vojaški spopadi, ki so povzročili znatno praznjenje območja. Asiago je bil na meji z Avstrijskim cesarstvom in je bil območje sporov in obsežnih bitk, tako med napoleonovo italijansko kampanjo, kot med prvo in drugo svetovno vojno. 
Šele okoli leta 1900 so začeli proizvajati sir asiago pressato, s krajšim zorenjem. Proizvodnjo sira tipa asiago pressato so v ZDA uvedli italijanski izseljenci že v 20ih letih preteklega stoletja, sir asiago na splošno pa se je na tamkajšnjem trgu uveljavil proti koncu minulega in v začetku 21. stoletja, zaradi uporabe v mešanicah naribanega sira in kot posip na t.i. »asiago bagel« kruhkih.

## Značilnosti
Sir ima obliko cilindričnega hlebca (koluta), z ravnimi ali rahlo izbočenimi ploskvami s premerom 30-36 cm, višine ca. 15 cm, teže med 8 in 12 kg. Testo je kompaktno, v odtenkih bledo rumene barve, odvisno od starosti. 
Sir asiago izdelujejo več oblikah, dokaj različnih po značilnostih, glede na čas staranja: 
- »Asiago fresco«

je polmehak sir, blažjega okusa, z gladko sredico in gostimi nepravilnimi očesci, staran 20 dni.
- »Asiago riserva«

je polmehak sir bolj izrazitega okusa, staran 40 dni.
- »Asiago d’allevo«

so tradicionalne verzije zrelega sira asiago, ki jih starajo dlje časa. Asiago d'allevo je lahko zorjen v različnih časovnih obdobjih: Mezzanno (tudi Mezzanello) 4 do 10 mesecev, Vecchio 10 do 15 mesecev in Stravecchio več kot 15 mesecev. Starejši kot je sir, bolj zrnata postaja njegova tekstura.
Assiago d'allevo je pikantnega okusa, drobljive teksture in idealen za ribanje čez testenine (podobno kot parmezan ali grana Padano) ter v omakah. 
Asiago d'allevo ima testo in skorjo bledo rumene barve, okus je nekje med okusom parmezana in staranega čedarja.
60 % uporabljenega nepasteriziranega mleka izvira od frizijskih krav, 40 % pa od pasme, ki jo v severni Italiji imenujejo »bruno alpine«.
- »Asiago pressato«

ki nima zaščitene označbe porekla, je svež, polmehak sir, ki je rahlo stisnjen in staran le kratek čas. Izdelan je iz polnomastnega mleka, zorijo ga približno en mesec (običajno 20 do 40 dni). Ima gladko teksturo in je kot nalašč za topljenje, za pripravo sendvičev ter solat. Assiago pressato je »nova« različica (iz dvajsetih let minulega stoletja) sira asiago, narejena kot odgovor na tržno povpraševanje po svežem siru. 75 % proizvedenih sirov asiago je različice »pressato«, večinoma je izdelan industrijsko in je poceni v primerjavi z drugimi siri asiago.

## Zaščitena označba porekla
V Italiji so živila z zaščito označbe porekla največkrat opremljena z napisom »DOP« (Denominazione d'origine protteta), ter grafično oznako sheme, ki je sedaj identična evropski oz. slovenski, med njimi je od leta  1996 tudi sir Asiago. Italijanska vina z zaščiteno geografsko označbo imajo oznako »DOC« (Denominazione d'origine controllata).

## Proizvodnja
Leta 1979 je bilo ustanovljeno zadružno združenje mlekarn (konzorcij) z imenom »Consorzio tutela formaggio Asiago« s sedežem v Vicenzi, ki podpira proizvodnjo tega sira in so mu v skladu z evropsko direktivo o zaščiteni označbi porekla dodeljene naloge nadzora, kontrole kvalitete in trženja.
Oznaka zaščitene označbe porekla za sir asiago predpisuje, da mora mleko za izdelavo tega sira izvirati zgolj iz območja pokrajin na severno-vzhodnem delu Italije: Vicence, Trenta, Trentinsko - Zgornje Poadižje ter dela pokrajin Padova in Treviso.